# Modernismo valenciano

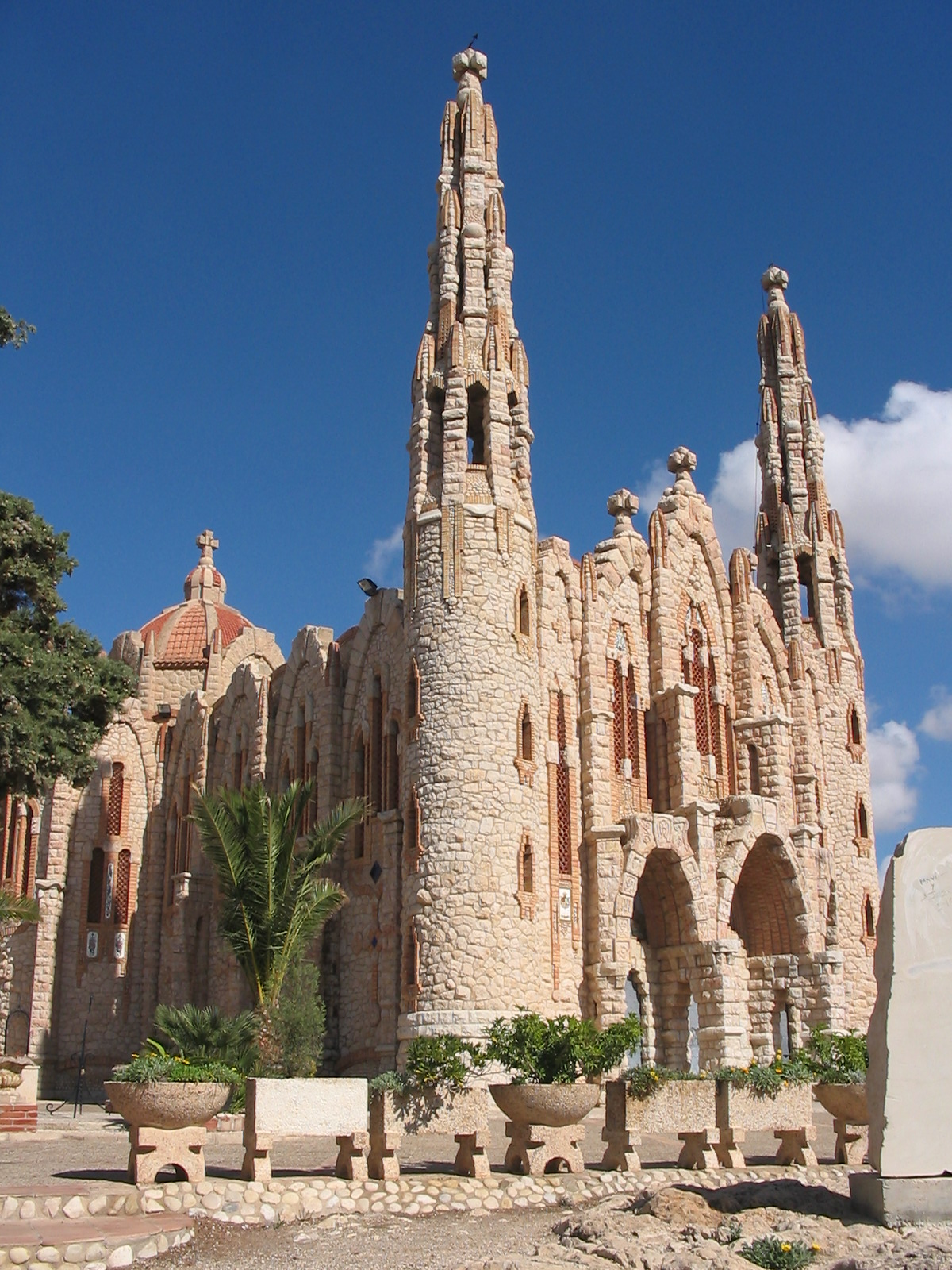
Santuario de Santa María Magdalena, en Novelda (Alicante).

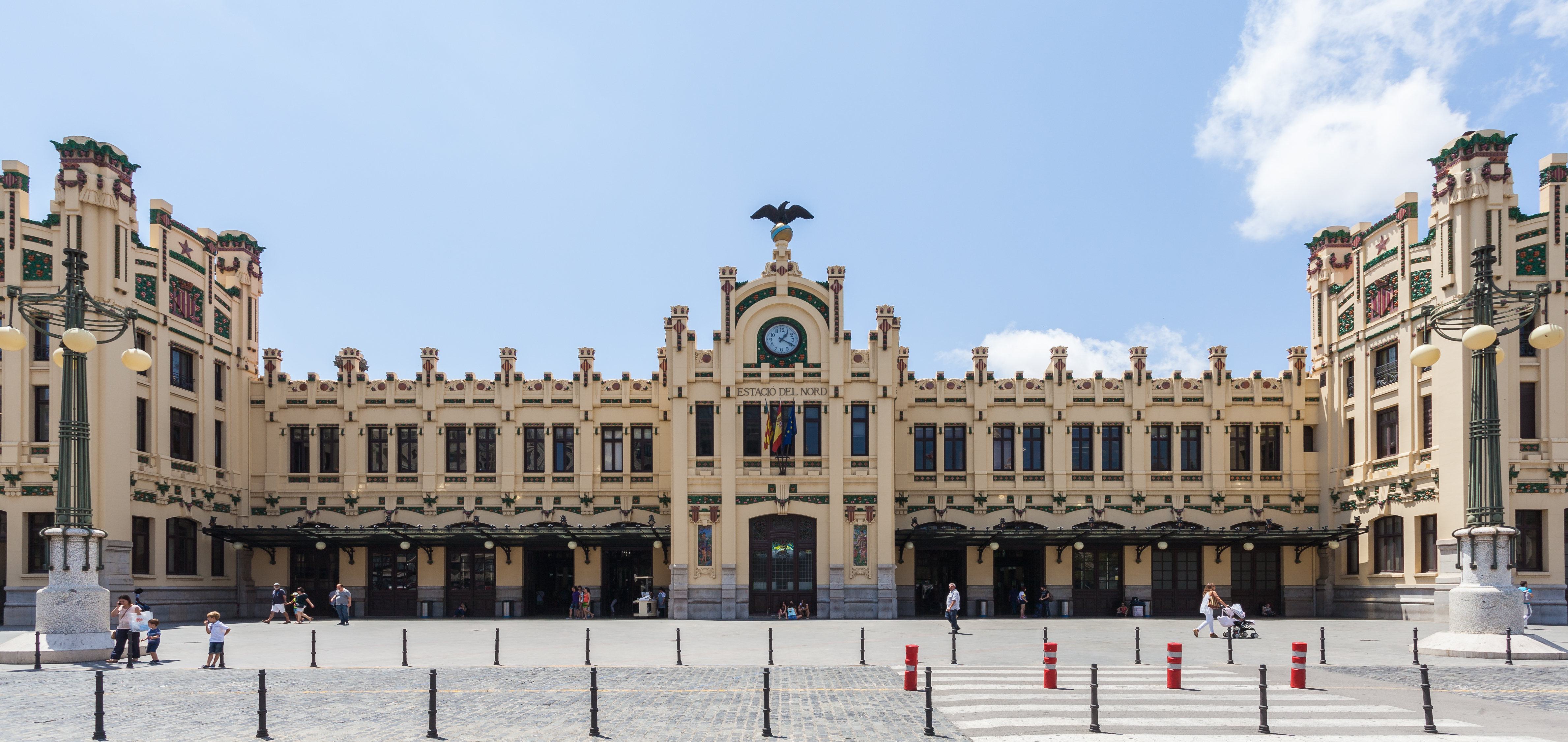
Estación del Norte, en Valencia.

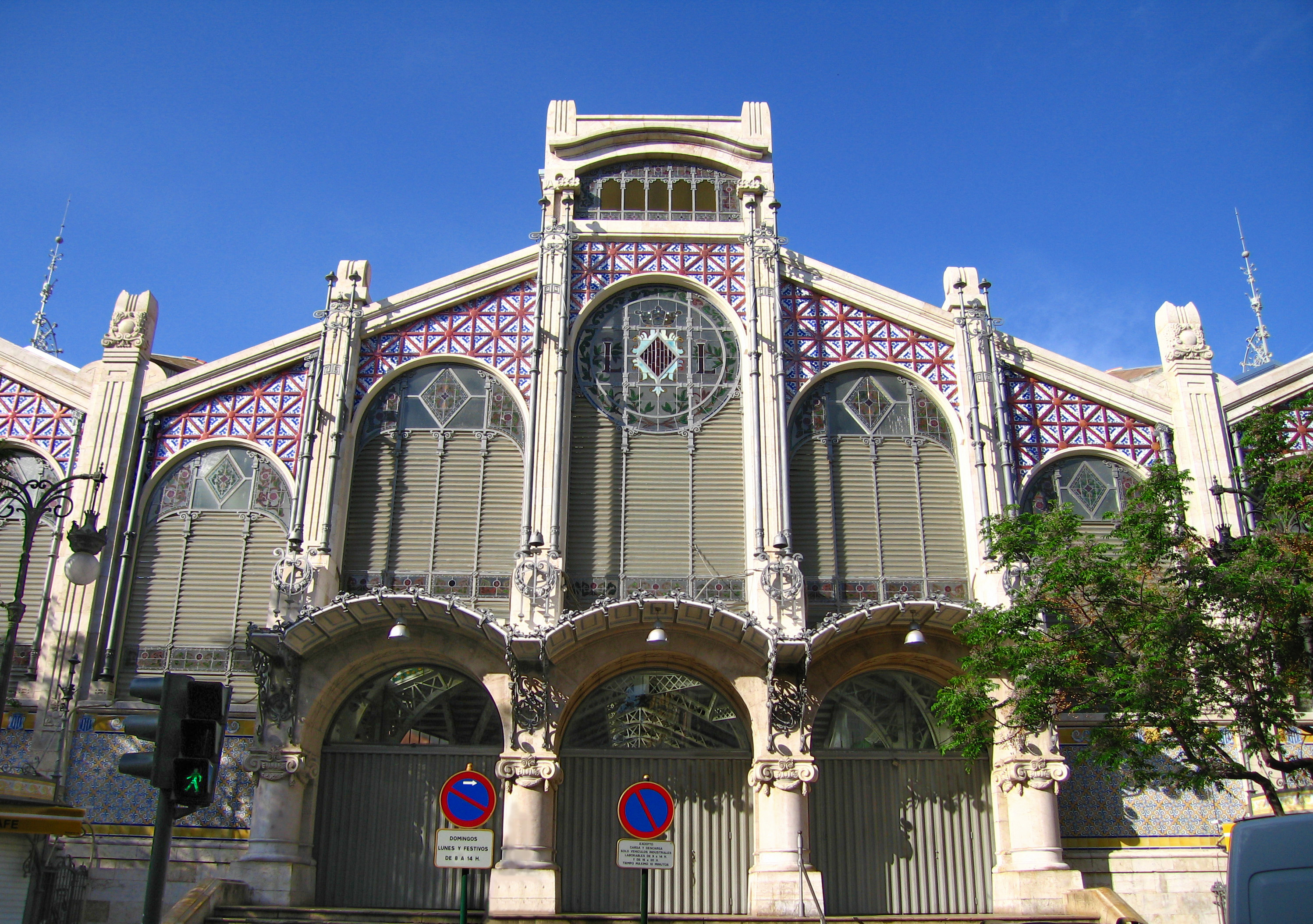
Mercado Central de Valencia.

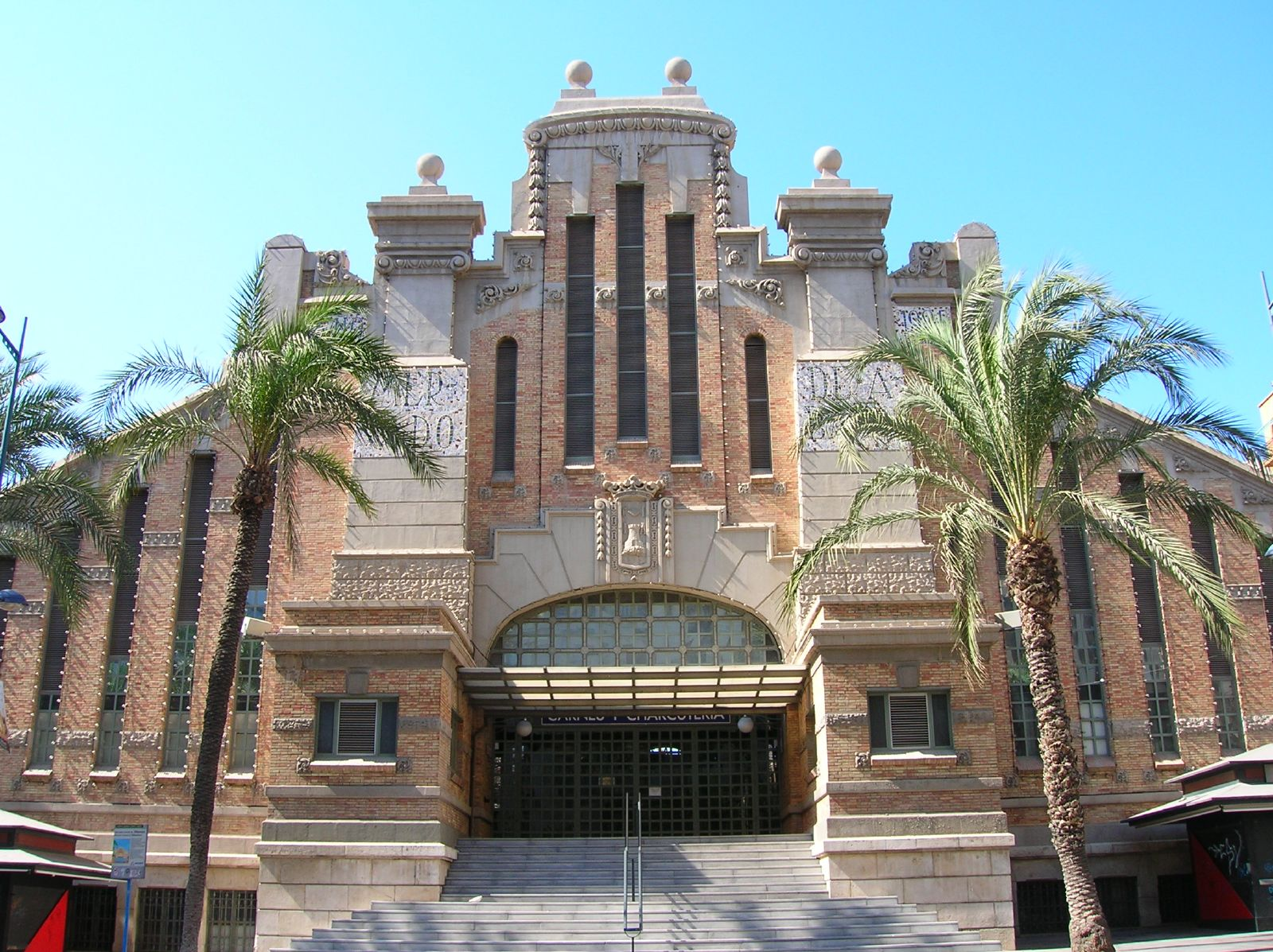
Mercado Central de Alicante.

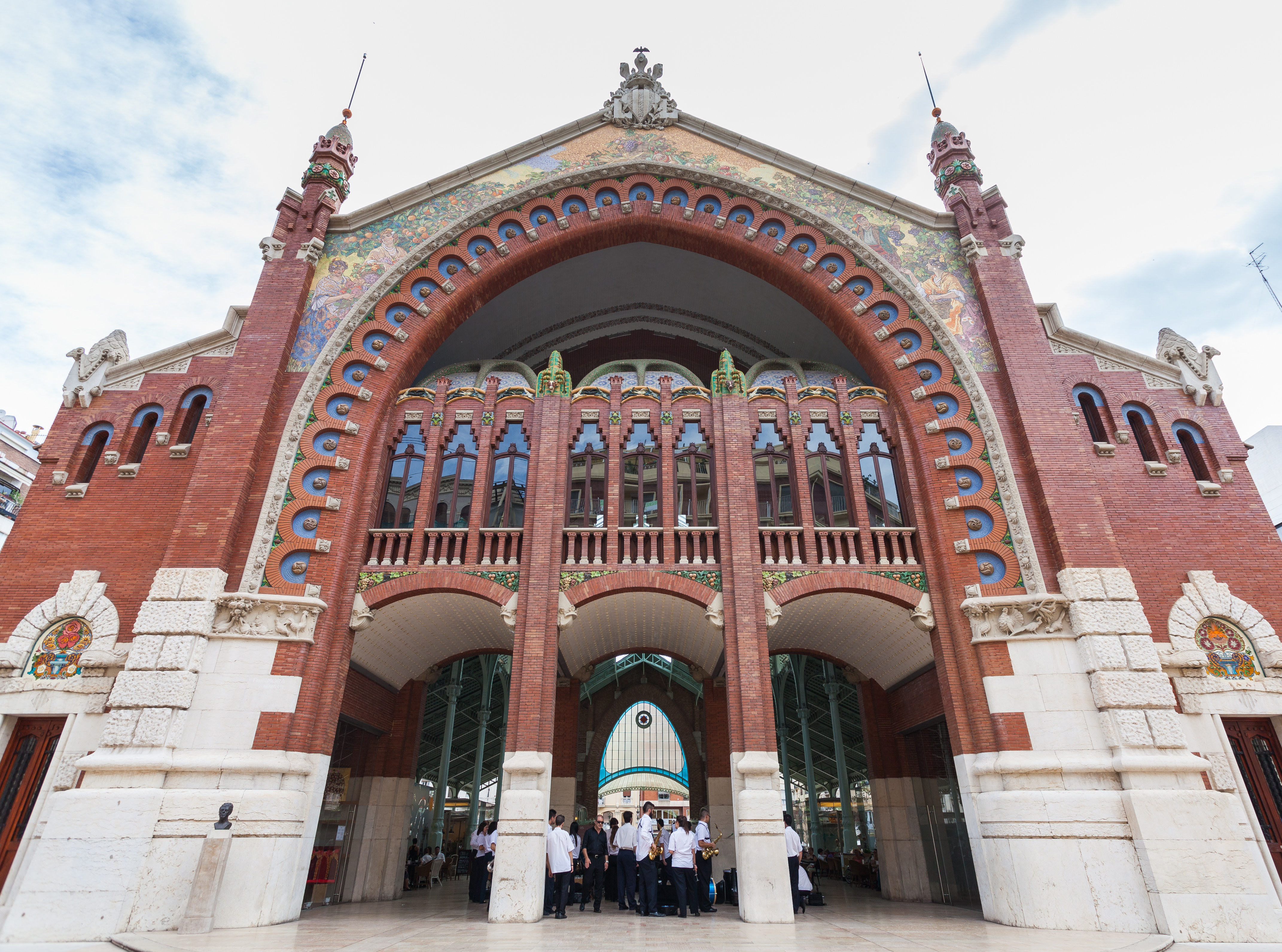
Mercado de Colón, en Valencia.

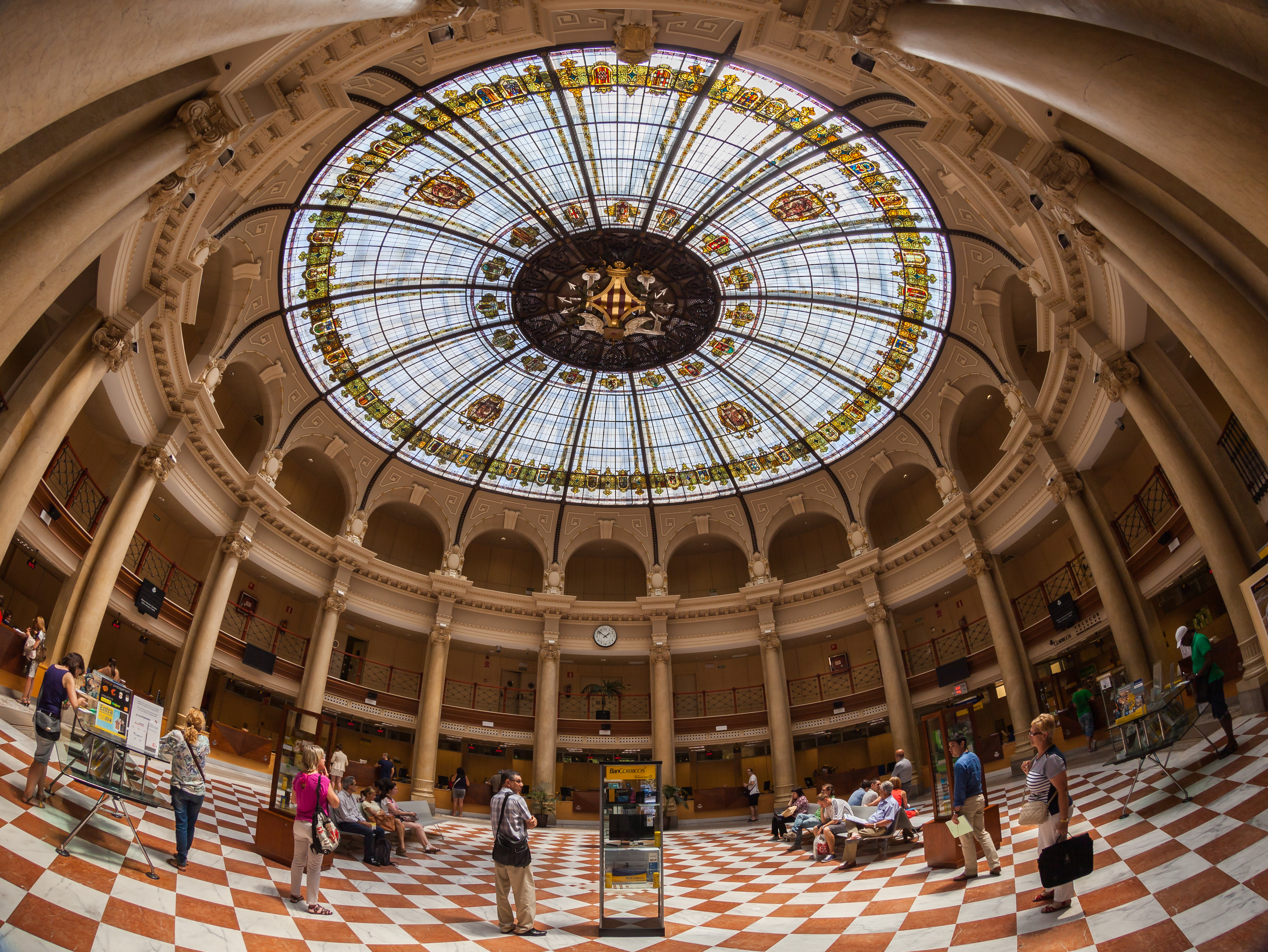
Edificio de Correos, en Valencia.

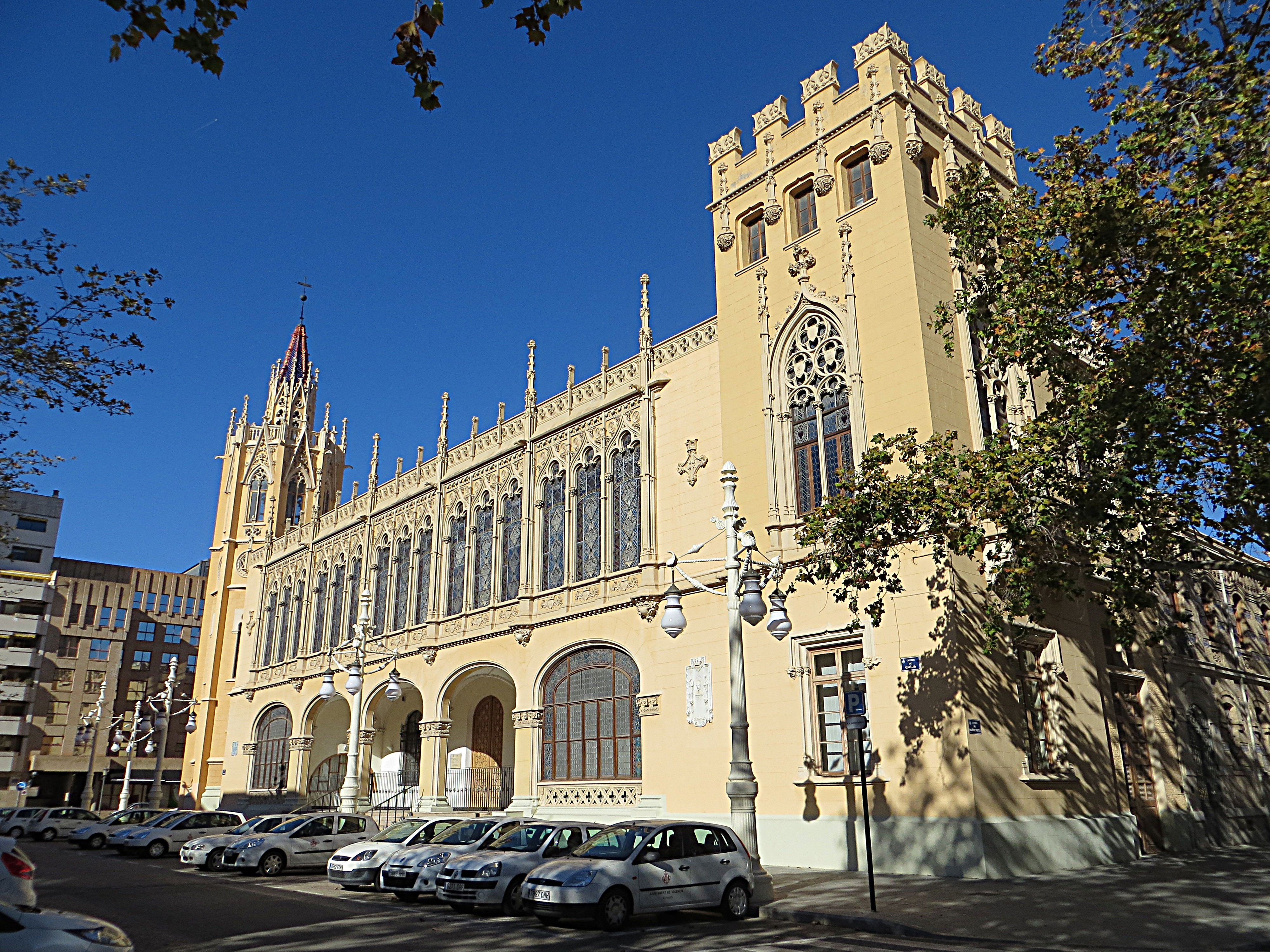
Palacio de la Exposición de Valencia.

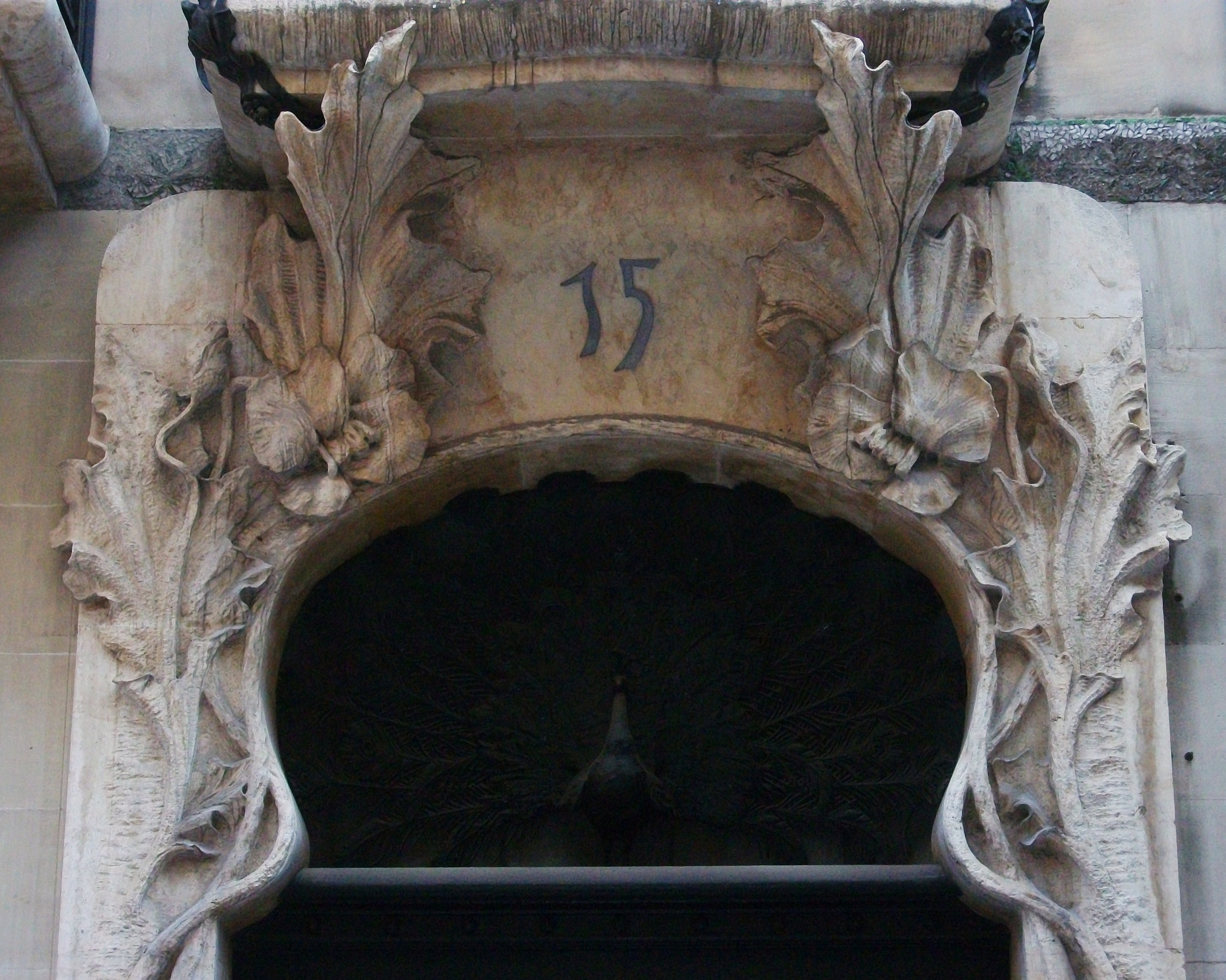
Casa del Pavo, en Alcoy (Alicante).

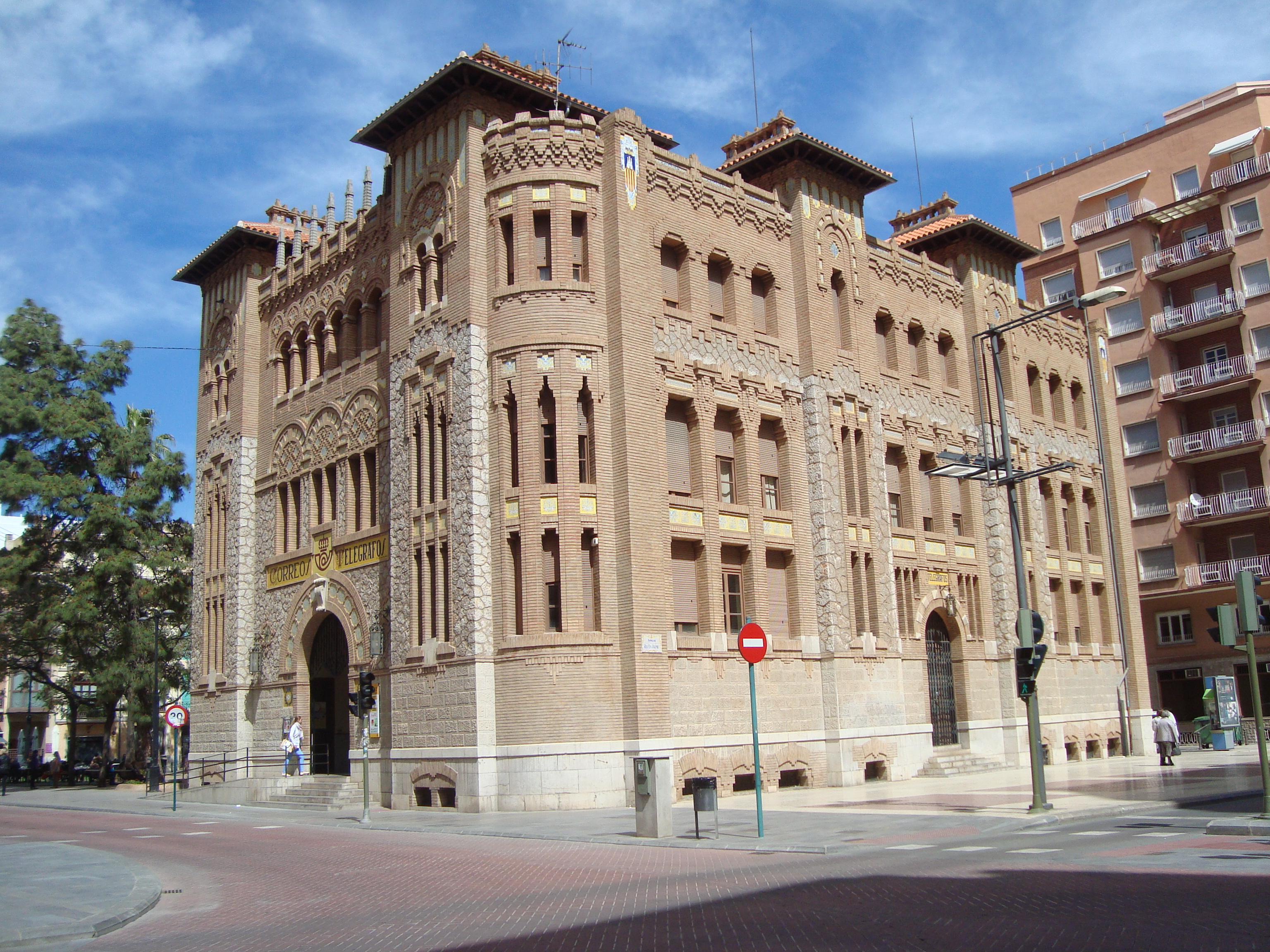
Edificio de Correos de Castellón.

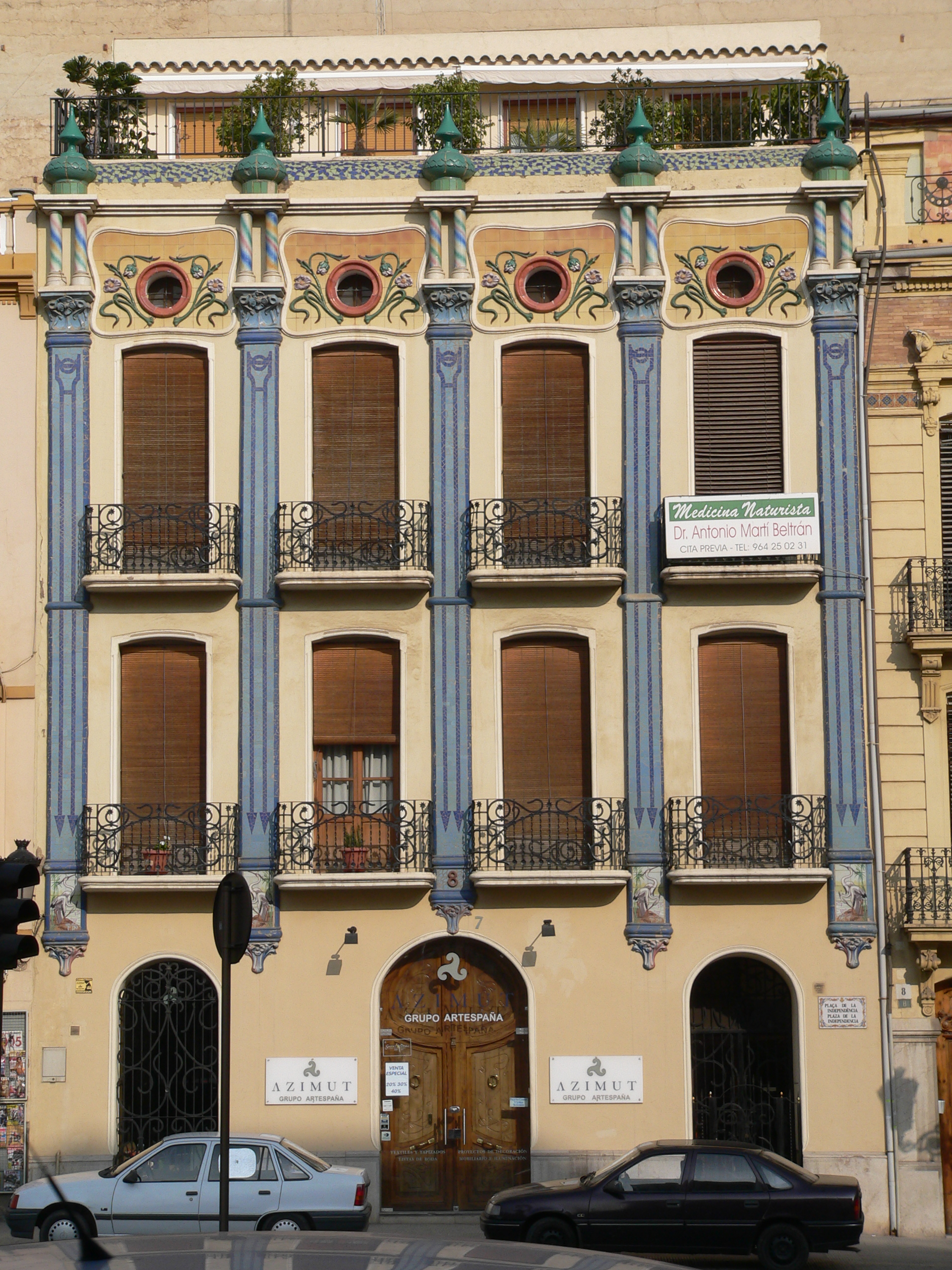
Casa de las Cigüeñas, en Castellón.

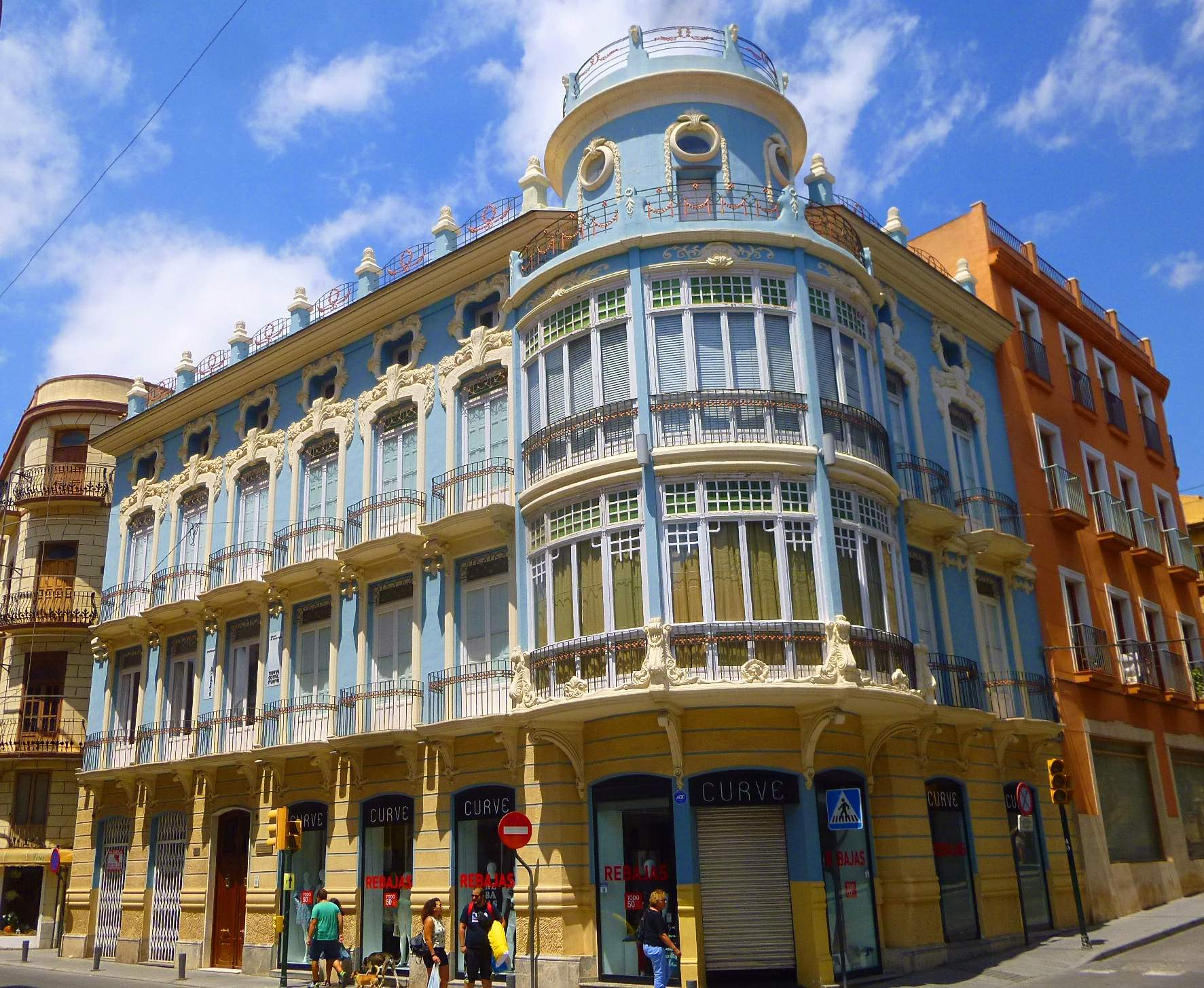
Casa Villaescusa, en Orihuela (Alicante).

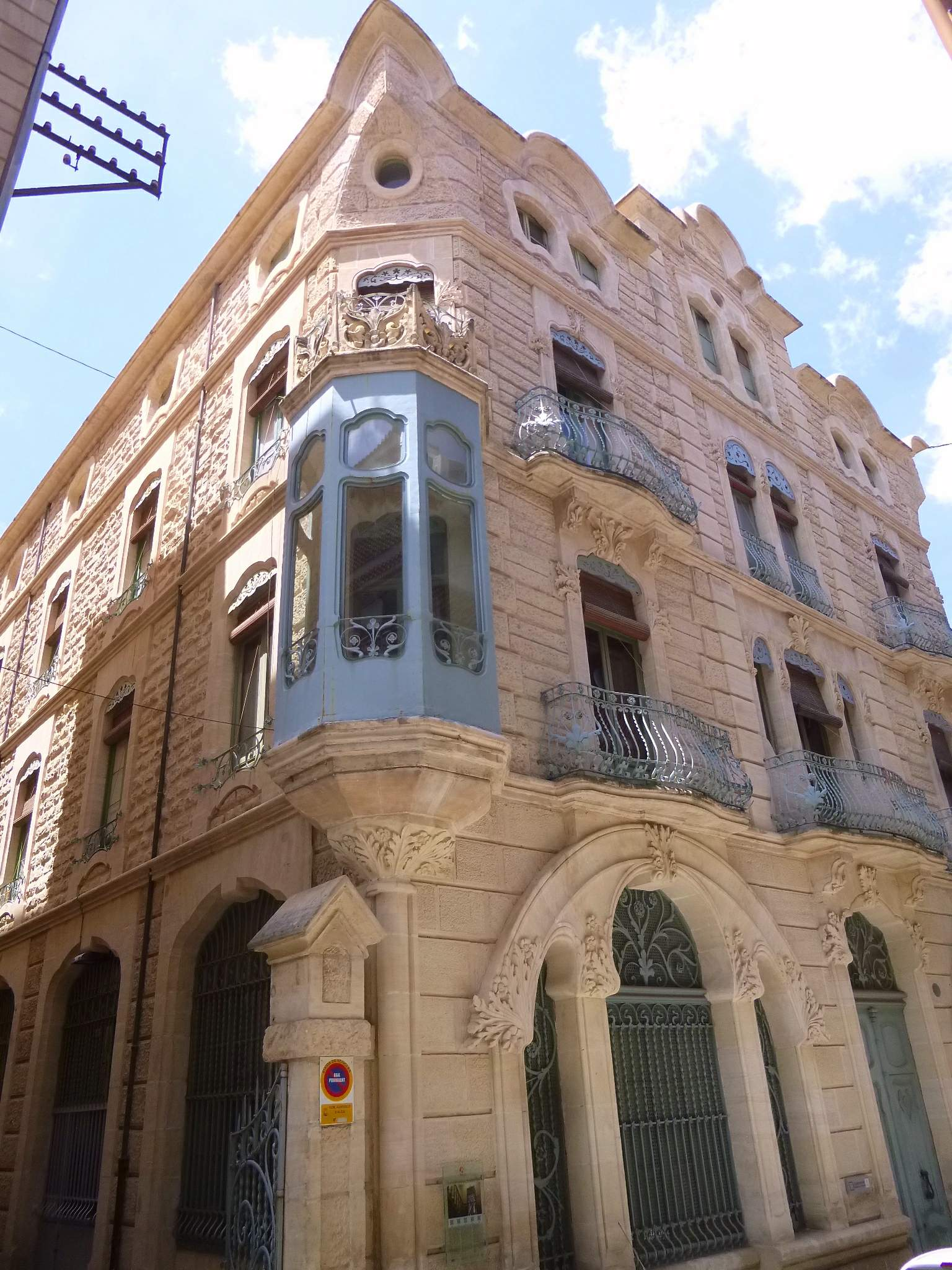
Casa de Escaló, en Alcoy (Alicante).

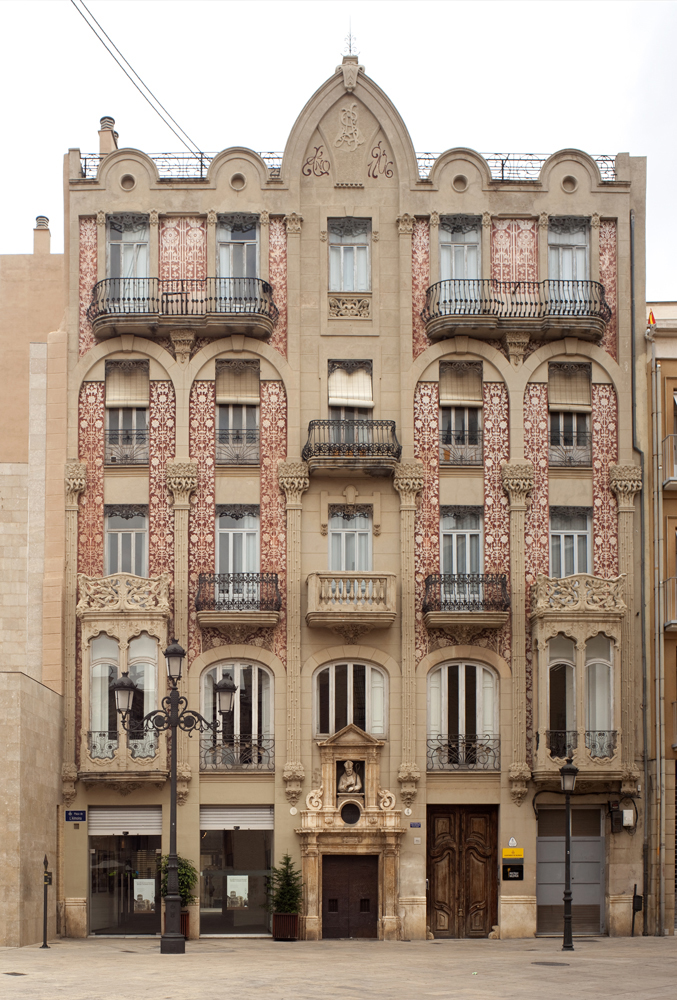
Casa del Punto de Gancho, en Valencia.

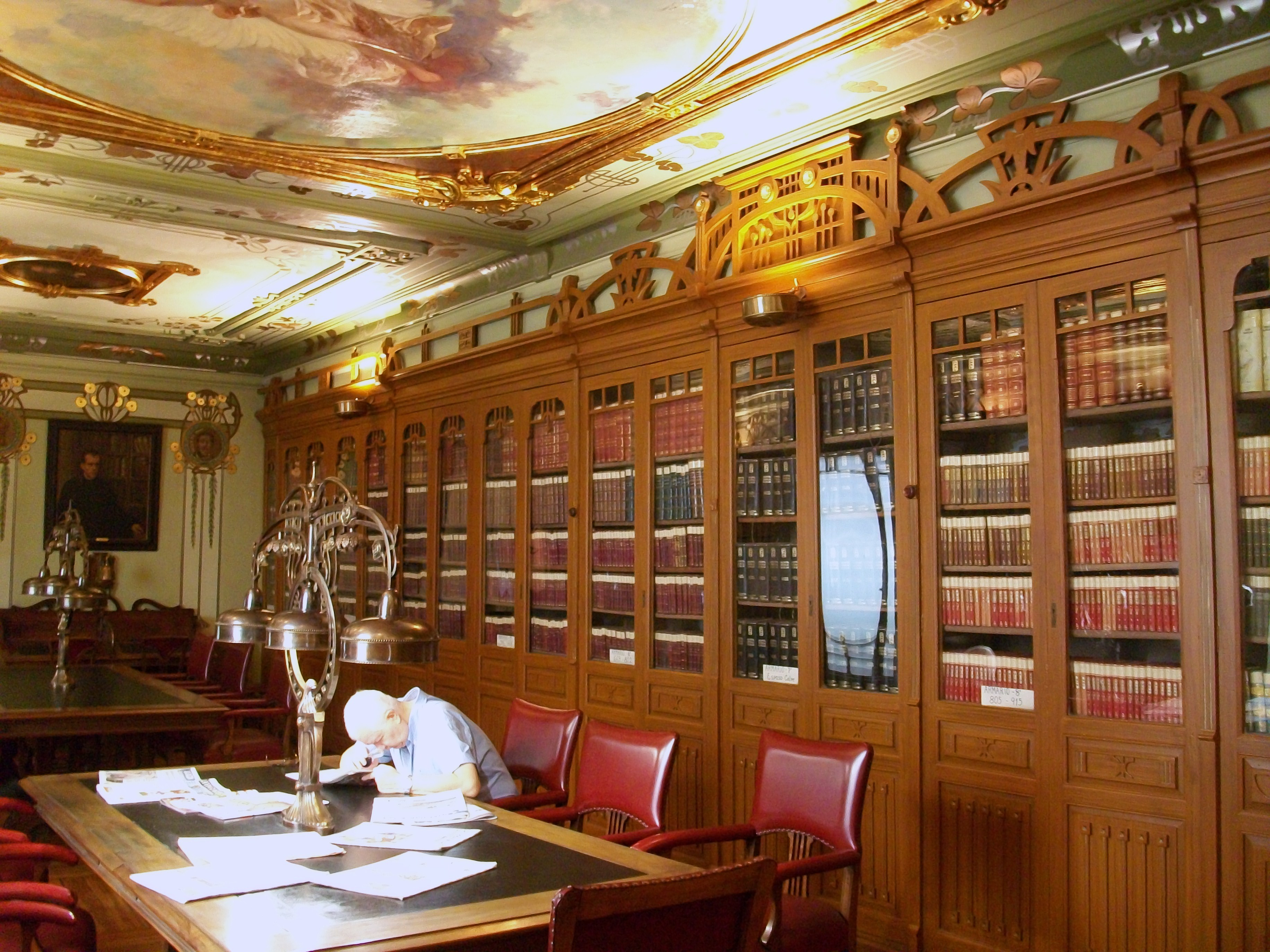
Biblioteca del Círculo Industrial de Alcoy.

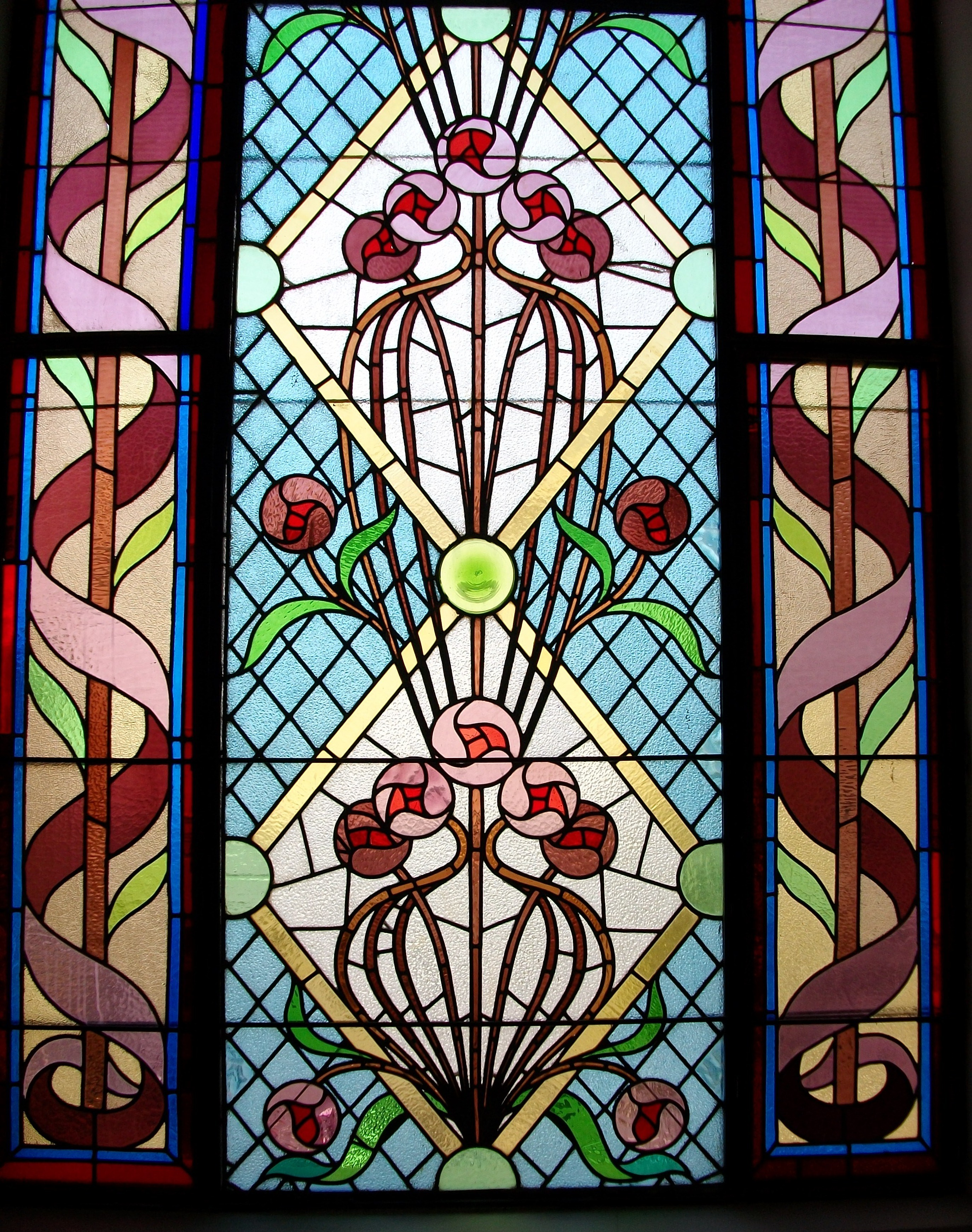
Vidriera del Palacio de la Exposición de Valencia.

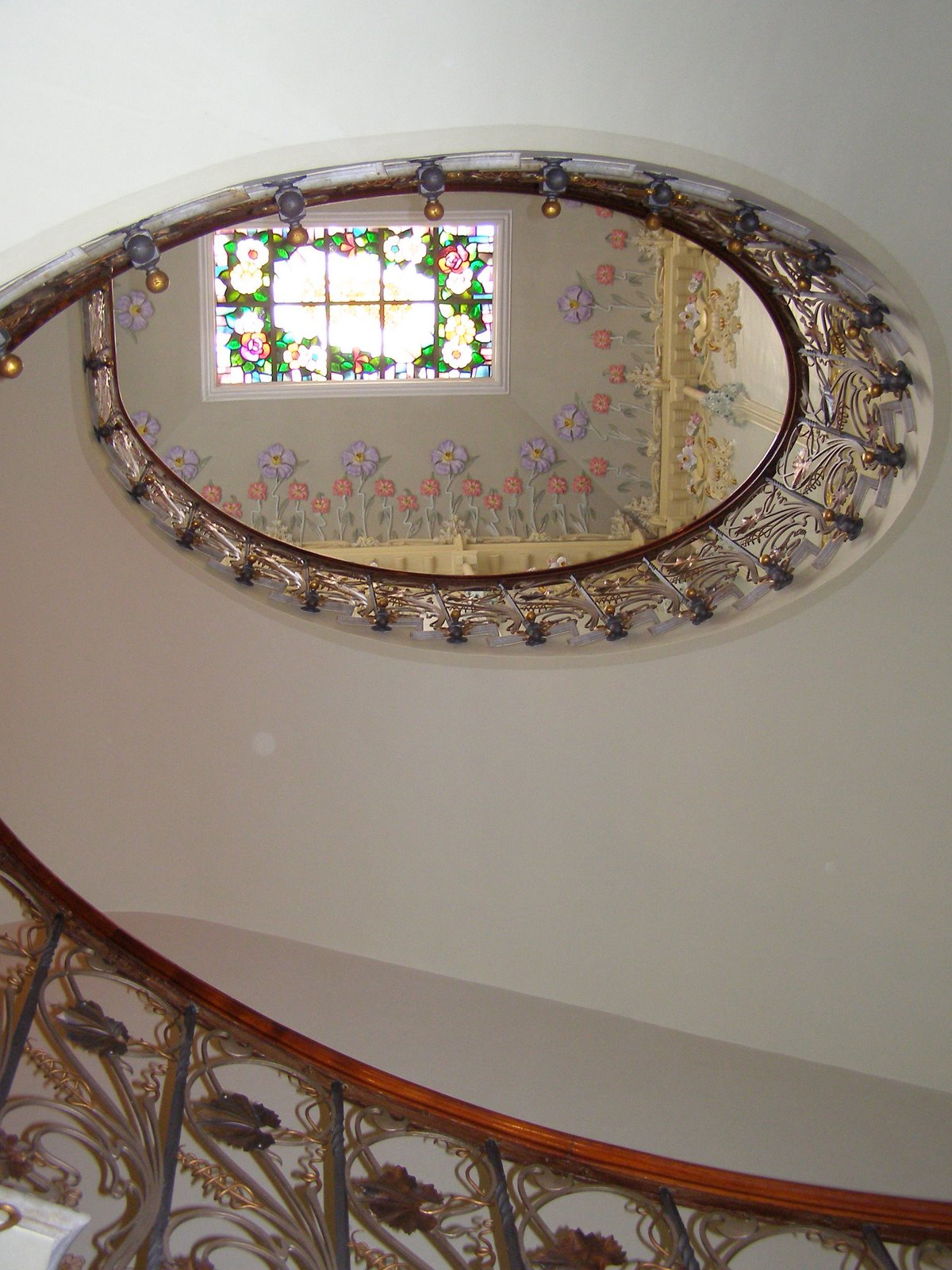
Escalera de la Casa-Museo Modernista de Novelda (Alicante).

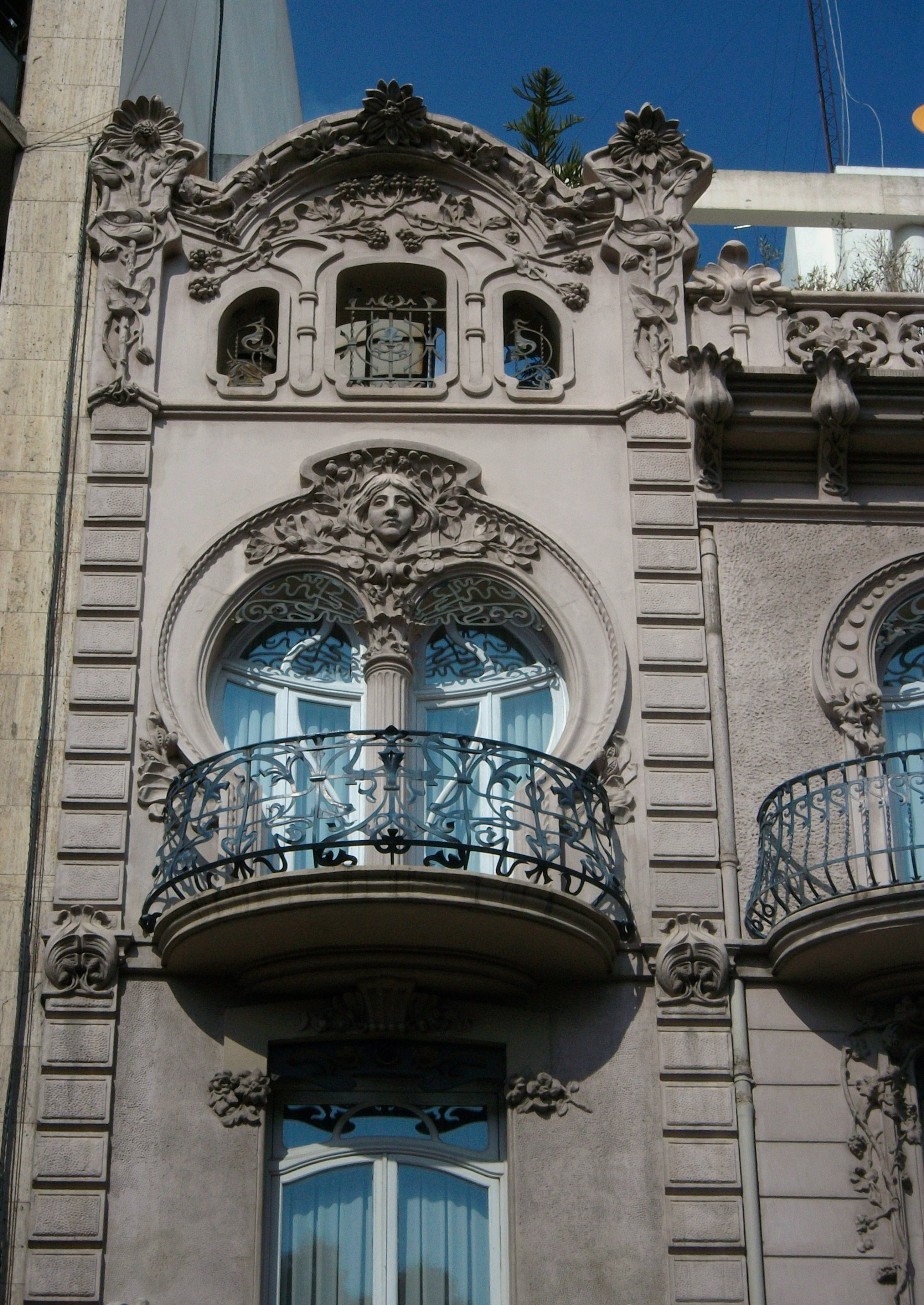
Balcón de la Casa Ortega, en Valencia.

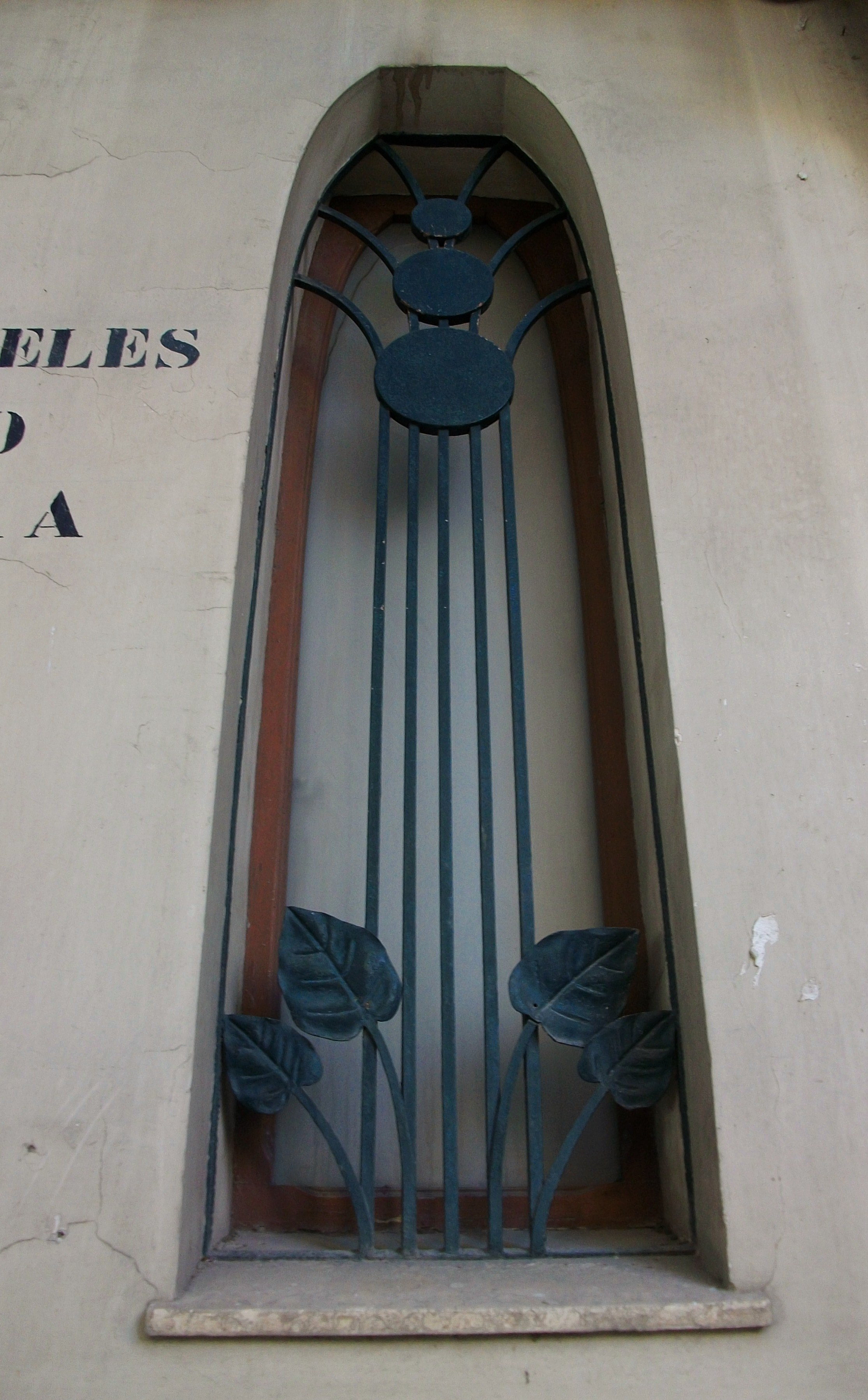
Ventana del Edificio Ferrer, en Valencia.

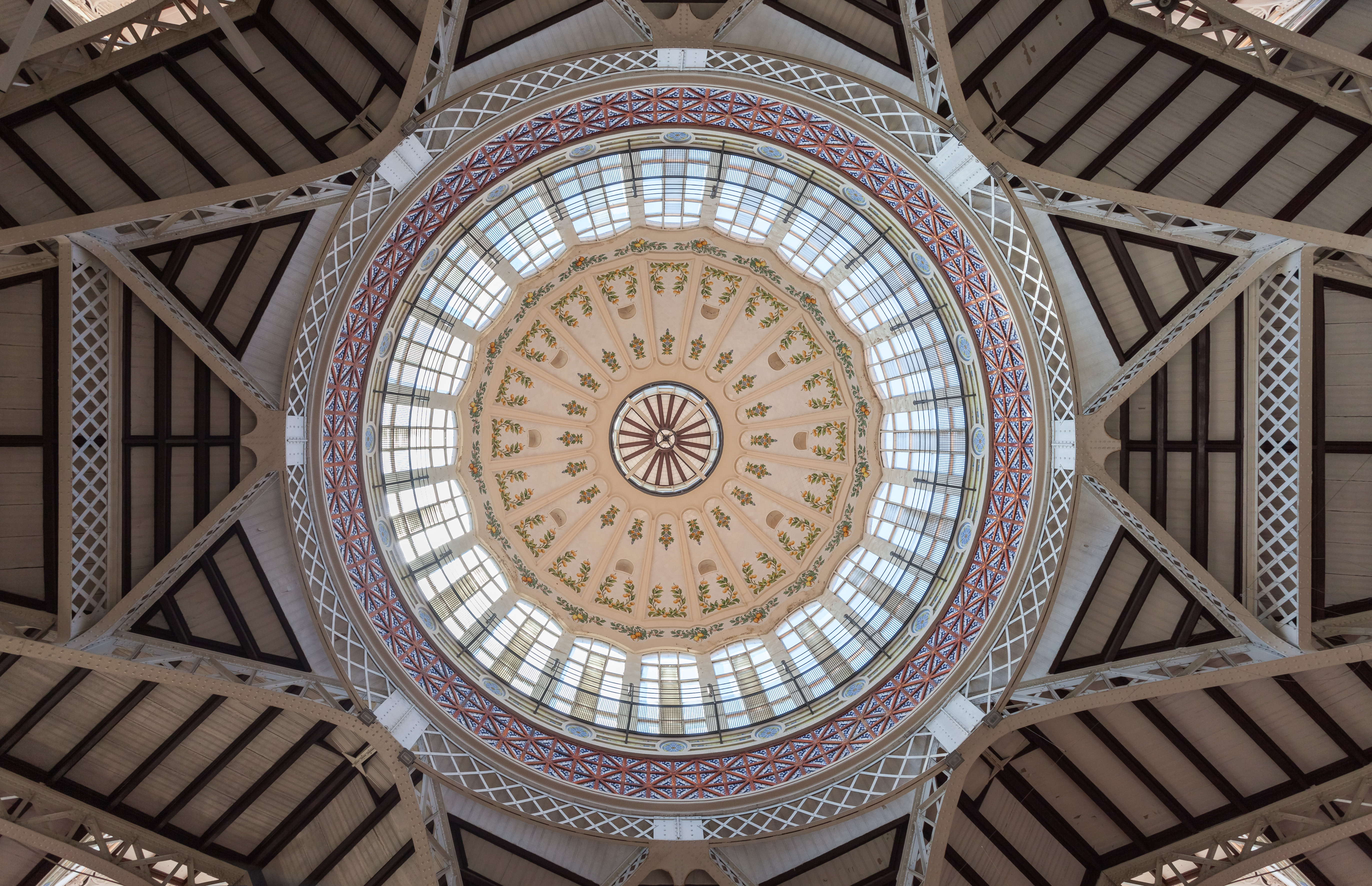
Cúpula del Mercado Central de Valencia.

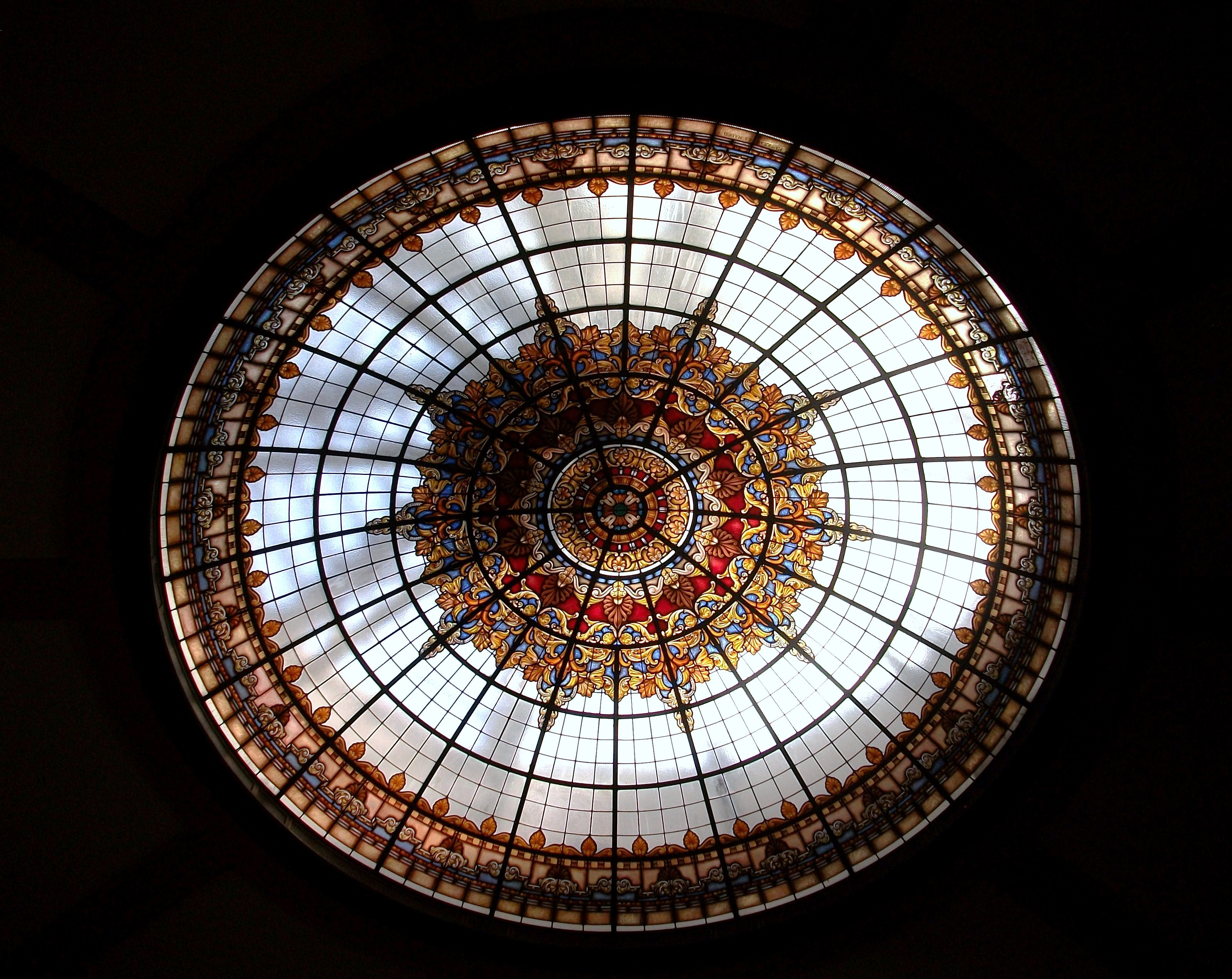
Vidriera del salón rotonda, Círculo Industrial de Alcoy.

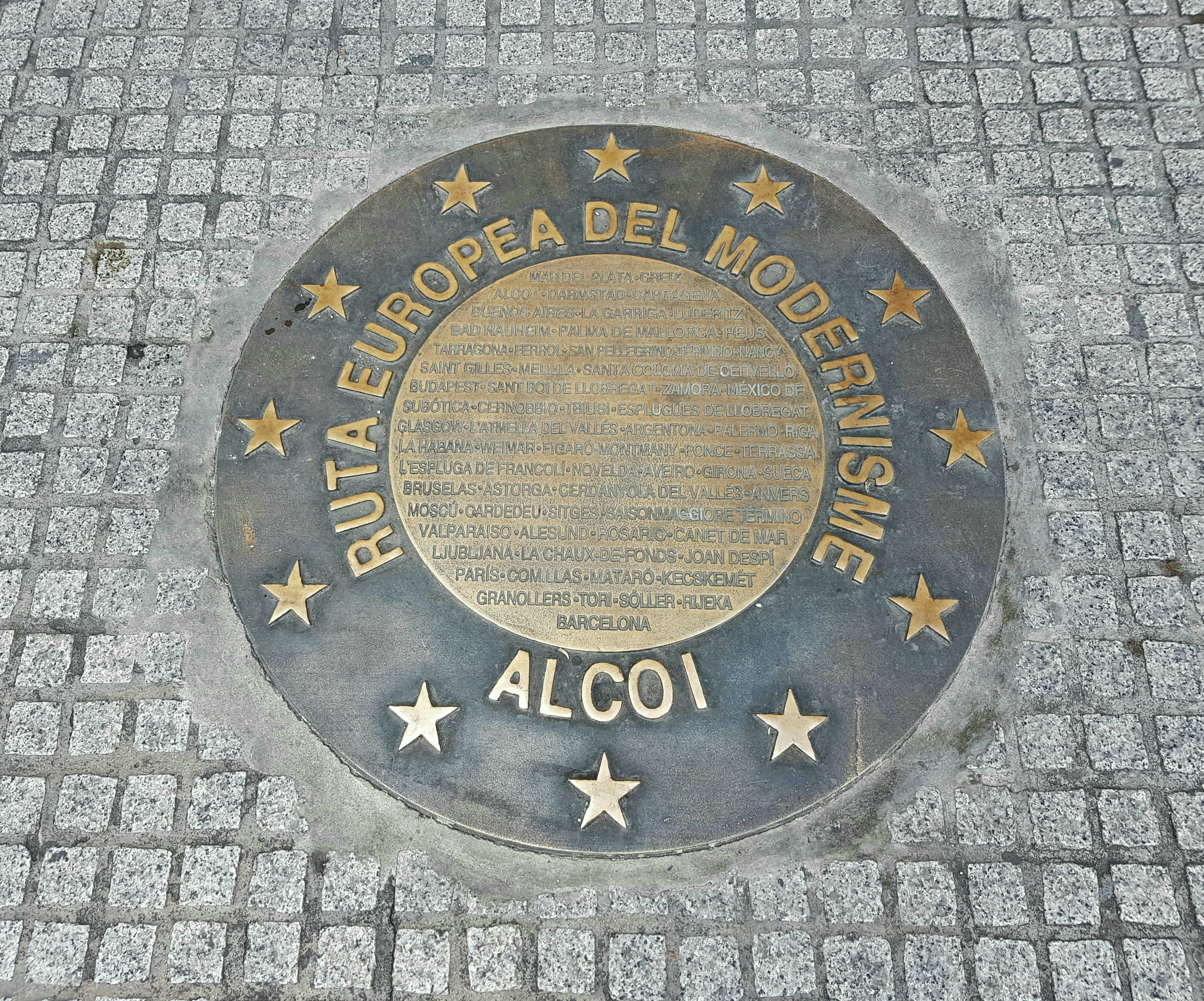
Placa de la Ruta Europea del Modenismo, en la plaza de España de Alcoy (Alicante).

El modernismo valenciano (en valenciano: modernisme valencià) es la denominación historiográfica de un estilo principalmente arquitectónico, aunque también se desarrolla en otras artes plásticas (pintura y escultura) y en el diseño y las artes decorativas en la Comunidad Valenciana. 
Aunque forma parte de una corriente general que surge en toda Europa (denominada en cada país como modernismo, art nouveau, Jugendstil, sezession, etc.), en la Comunidad Valenciana adquiere una personalidad propia y diferenciada, influenciado en buena medida por la corriente modernista austriaca Sezession.
Tiene lugar en distintas ciudades valencianas, dentro de un contexto de un gran desarrollo industrial, económico y urbano. En este sentido, cabe resaltar el gran impacto que tuvo la Exposición Regional Valenciana de 1909 y que supuso la divulgación de la nueva arquitectura del modernismo valenciano en todo el territorio valenciano. En el caso de Novelda, Burriana, Carcaixent, Alzira o Sueca el desarrollo de la arquitectura modernista estará ligado a la pujante exportación agrícola de la uva, la naranja o el arroz. En Valencia se alterna la industria con la exportación de la naranja en el puerto de Valencia. El caso de Alcoy es netamente industrial, en el que el modernismo estará muy ligado al enorme desarrollo de la industria alcoyana desde finales del siglo XIX.
Alcoy y Valencia, por número de obras, serán las principales ciudades valencianas que más profusamente desarrollaran la arquitectura modernista. Novelda, Alicante, Castellón de la Plana, Burriana, Sueca o Carcagente, son otros focos donde se desarrollaran importantes ejemplos de arquitectura modernista.
Por otro lado, hay varias poblaciones valencianas que forman parte de la Ruta Europea del Modernismo, asociación europea formada por instituciones y gobiernos locales cuyo fin es la protección y promoción internacional del patrimonio modernista. Es el caso de Alcoy, Novelda y Sueca.

## Características
Las características comunes dentro del modernismo valenciano son:
- Temática que versa sobre la naturaleza, flores, vegetación y animales.
- Preferencia por las formas curvas y la asimetría.
- Utilización del estilo del arte japonés con uso de motivos exóticos.
- Imágenes de actitudes románticas como féminas.
- Sensualidad y exaltación de los sentidos.
- Transmisión de sentidos de la vida cotidiana (juventud, etc).
- Utilización del mosaico Nolla y de la baldosa hidráulica con motivos vegetales y geométricos modernistas en el recubrimiento de suelos.
- Simbología regionalista (en Valencia ciudad). La Senyera y lo Rat Penat.
- Forja escultórica.

## Arquitectura
De la mano de arquitectos, ingenieros y maestros de obras valencianos, la gran mayoría de ellos formados en Barcelona o Madrid y coetáneos al modernismo catalán y al modernismo madrileño, pero que ejercieron buena parte de su carrera en la Comunidad Valenciana, el modernismo cobrará una especial relevancia arquitectónica en distintas ciudades valencianas.

## Pintura y diseño modernista

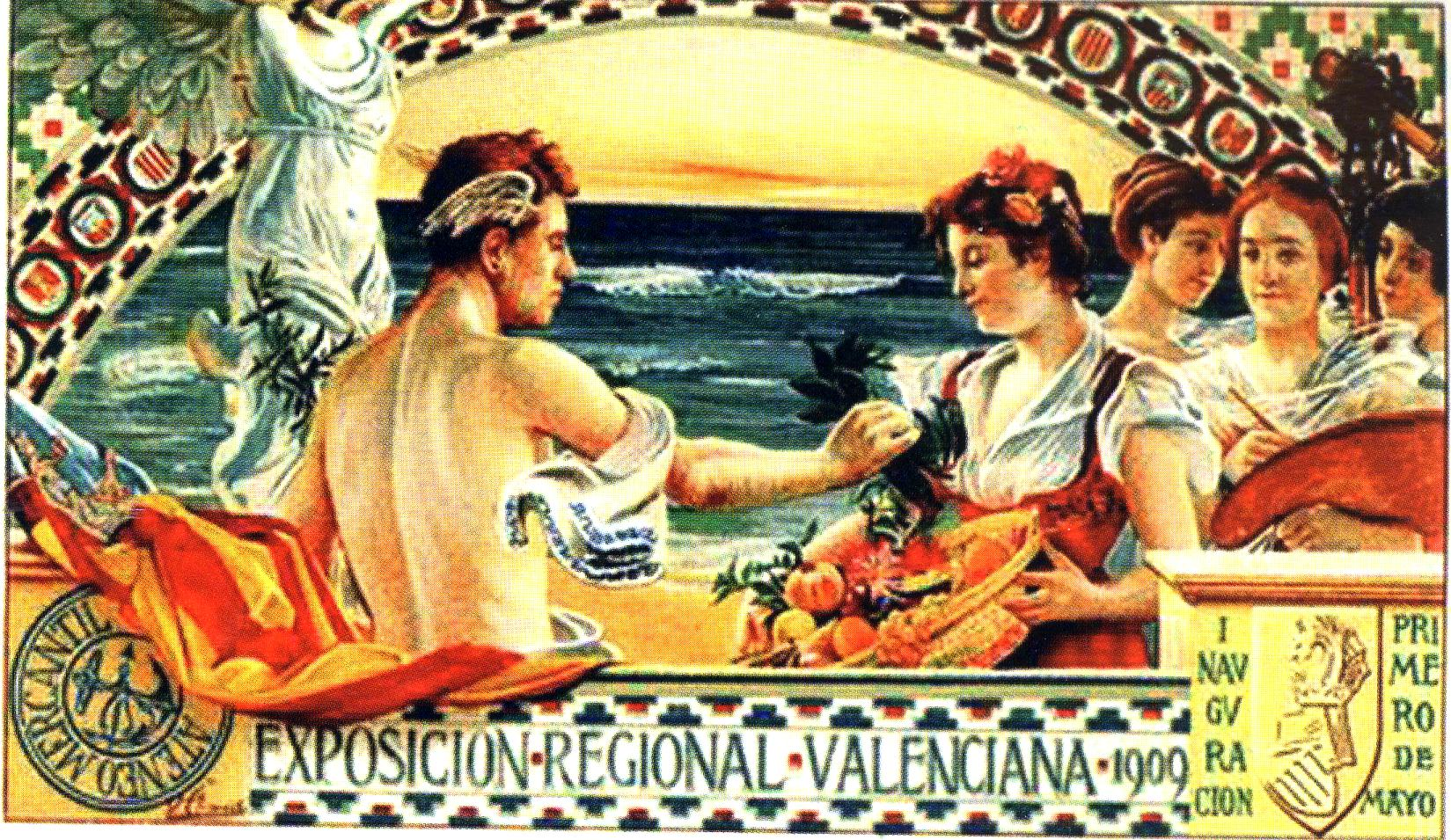
Cartel de la Exposición Regional Valenciana de 1909, obra de Vicente Climent Navarro.

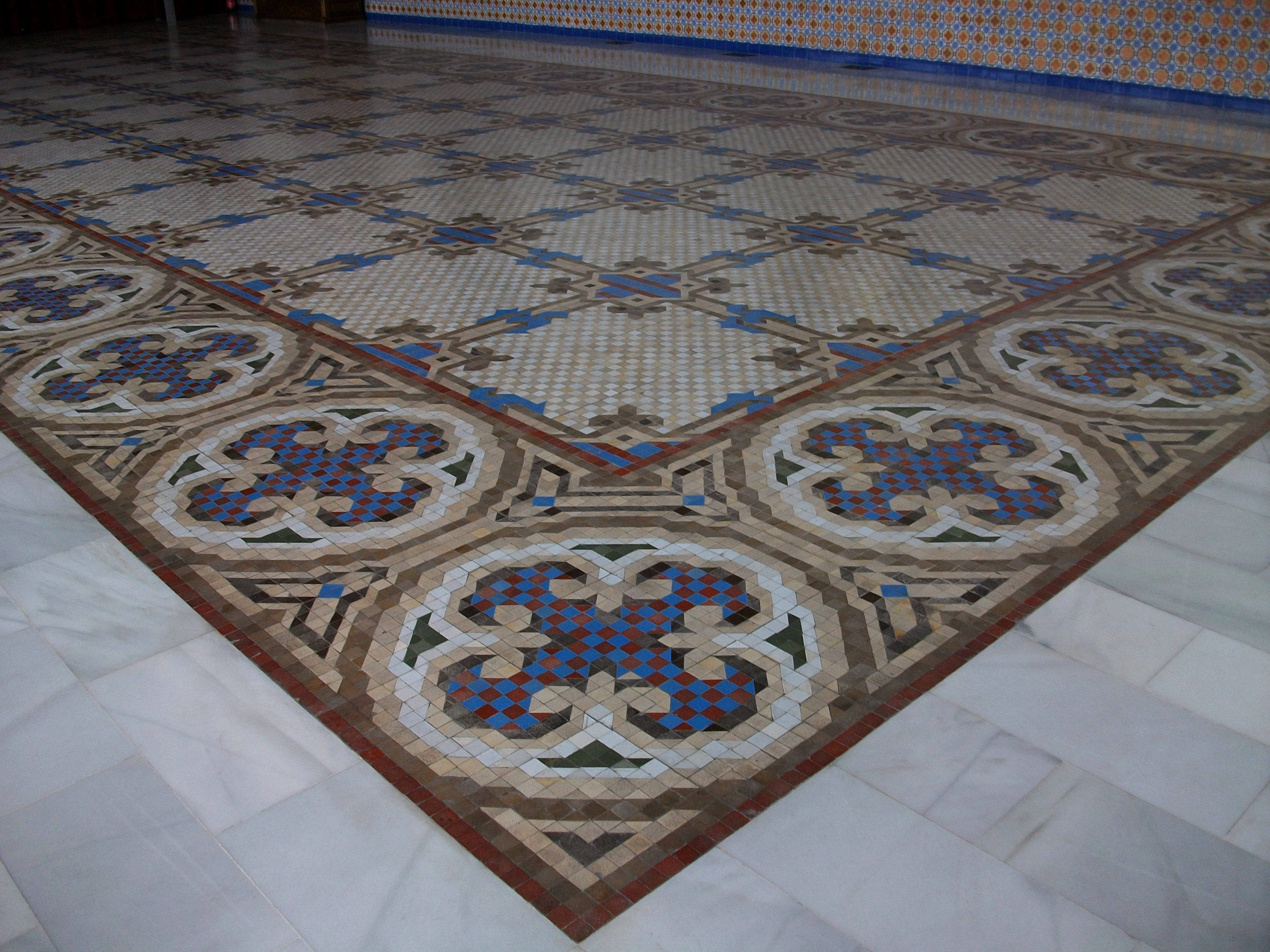
Mosaico Nolla en el Palacio de la Exposición de Valencia.

En la Comunidad Valenciana a principios del siglo XX distintos pintores, dibujantes e ilustradores trabajaran para la pujante industria valenciana. Estos adoptaran el nuevo estilo art nouveau para la publicidad. 
En Valencia pintores e ilustradores como José Benlliure Ortiz o Luis Dubón crearan obras, publicidad y carteles para la industria valenciana. 
Otro buen ejemplo es el de los artistas alcoyanos que trabajan para las empresas papeleras alcoyanas (Bambú, Papeleras Reunidas, etc). Es el caso de los alcoyanos Francisco Laporta Valor, Emilio Sala, Adolfo Morrió, Edmundo Jordá o José Mataix Monllor, que realizaron una prolífica difusión del modernismo en el campo del diseño, el grabado o la ilustración.